# Сокол (Крым)
Со́кол (до 1948 года Джелиша́й; укр. Сокіл, крымскотат. Celişay, Джелишай) — исчезнувшее село в Красноперекопском районе Республики Крым, изначально располагавшееся на юго-западе района, на правом берегу реки Воронцовка, напротив современного села Ильинка.

### Динамика численности населения
| - 1805 год — 81 чел. - 1864 год — 19 чел. - 1892 год — 12 чел. | - 1915 год — 22/12 чел. - 1926 год — 51 чел. |

## История
Первое документальное упоминание села встречается в Камеральном Описании Крыма… 1784 года, судя по которому, в последний период Крымского ханства Джилышай входил в Четырлык кадылык Перекопского каймаканства. После присоединения Крыма к России (8) 19 апреля 1783 года, (8) 19 февраля 1784 года, именным указом Екатерины II сенату, на территории бывшего Крымского Ханства была образована Таврическая область и деревня была приписана к Перекопскому уезду. После Павловских реформ, с 1796 по 1802 год, входила в Перекопский уезд Новороссийской губернии. По новому административному делению, после создания 8 (20) октября 1802 года Таврической губернии, Джелишай был включён в состав Бустерчинской волости Перекопского уезда.
По Ведомости о всех селениях в Перекопском уезде состоящих с показанием в которой волости сколько числом дворов и душ… от 21 октября 1805 года, в деревне Джелишай числилось 10 дворов и 81 крымских татарин. На военно-топографической карте генерал-майора Мухина 1817 года деревня Джелишай обозначена с 13 дворами. После реформы волостного деления 1829 года Джелишай, согласно «Ведомости о казённых волостях Таврической губернии 1829 года», передали в состав Ишуньской волости (переименованной из Бустерчинской). На карте 1836 года в деревне 16 дворов. Затем, видимо, в результате эмиграции крымских татар, деревня заметно опустела и на карте 1842 года Джелишай обозначен условным знаком «малая деревня», то есть, менее 5 дворов.
В 1860-х годах, после земской реформы Александра II, деревня осталась в составе Ишуньской волости. В «Списке населённых мест Таврической губернии по сведениям 1864 года», составленном по результатам VIII ревизии 1864 года, Джелишай — владельческая деревня, с 2 дворами и 19 жителями «при балке безъименной». По обследованиям профессора А. Н. Козловского начала 1860-х годов, вода в колодцах деревни была солоноватая, «в достаточном количестве», а их глубина колебалась от 2,5 до 5 саженей (от 5 до 10 м). Согласно «Памятной книжке Таврической губернии за 1867 год», деревня стояла покинутая, ввиду эмиграции крымских татар, особенно массовой после Крымской войны 1853—1856 годов, в Турцию. На трёхверстовой карте Шуберта 1865—1876 года в деревне Джелишай обозначен 1 двор.
После земской реформы 1890 года Джелишай отнесли к Джурчинской волости. Согласно «…Памятной книжке Таврической губернии на 1892 год», в экономии Джемишай, не входившей ни в одно сельское обществои и находящейся в собственности некоего Пахомова, было 12 жителей в 1 домохозяйстве. По Статистическому справочнику Таврической губернии. Ч.II-я. Статистический очерк, выпуск пятый Перекопский уезд, 1915 год, на деревне Джелишай (Павла Алексеевича Пахомова) Джурчинской волости Перекопского уезда числилось 10 дворов (все дворы безземельные) с русским населением в количестве 34 человек приписных жителей, из которых 20 мужчин и 14 женщин. О владении землёй сведений нет, в хозяйствах имелось 30 лошадей, 12 коров и 22 голов мелкого скота. В одноимённой экономии Алексея Пахомова числился 1 двор, 22 приписных и 12 «посторонних» жителей.
После установления в Крыму Советской власти, по постановлению Крымревкома от 8 января 1921 года № 206 «Об изменении административных границ» была упразднена волостная система, Перекопский уезд переименовали в Джанкойский, в котором был образован Ишуньский район, в состав которого включили село, а в 1922 году уезды получили название округов. 11 октября 1923 года, согласно постановлению ВЦИК, в административное деление Крымской АССР были внесены изменения, в результате которых округа были отменены, Ишуньский район упразднён и село вошло в состав Джанкойского района. Согласно Списку населённых пунктов Крымской АССР по Всесоюзной переписи 17 декабря 1926 года на хуторе Весёлая (он же Джелишай), Воронцовского сельсовета (в котором село состояло до включения в Ильинский) Джанкойского района, числилось 14 дворов, из них 12 крестьянских, население составляло 51 человек, из них 22 украинца, 19 евреев, 6 немцев, 3 русских, 1 записан в графе «прочие» (судя по имеющимся картам, селение находилось уже на другом, левом берегу Воронцовки), а на хуторе Эдазы (он же Старый Джелишай) — 13 дворов и 27 человек, все украинцы. Постановлением ВЦИК от 30 октября 1930 года был восстановлен Ишуньский район и село, вместе с сельсоветом, включили в его состав. Постановлением Центрального исполнительного комитета Крымской АССР от 26 января 1938 года Ишуньский район был ликвидирован и создан Красноперекопский район с центром в поселке Армянск (по другим данным 22 февраля 1937 года), в который вошло село.
С 25 июня 1946 года селение в составе Крымской области РСФСР. Указом Президиума Верховного Совета РСФСР от 18 мая 1948 года, село, вновь как Джелишай, переименовали в Сокол. 26 апреля 1954 года Крымская область была передана из состава РСФСР в состав УССР. На 1968 год село входило в Ильинский сельсовет. Упразднён Сокол в период с 1 января по 1 июня 1977 года, как село Ильинского сельсовета.